# Rolls-Royce Trent 900
Rolls-Royce Trent 900 – silnik turbowentylatorowy w układzie trójwałowym z 24 łopatkami, opracowany przez firmę Rolls-Royce plc do napędzania samolotu Airbus A380. Jest to wersja rozwojowa silnika Rolls-Royce RB211, należąca do serii Trent.
Rolls-Royce ogłosił rozpoczęcie prac nad silnikiem Trent 900 jako napęd dla zaproponowanych bardzo dużych samolotów Airbus A380 i Boeing 747-500X/600X (anulowany na rzecz Boeing 747-8) na Farnborough Air Show we wrześniu 1996. Producent był gotów na uruchomienie silnika w 1998 i certyfikację pod koniec 1999, ale rezygnacja z modernizacji 747 i powolne prace nad A380 spowodowały znaczne spowolnienie. Silnik odbył pierwszy lot 17 maja 2004 z Tuluzy zamontowany na samolocie Airbus A340-300. Odmiany silnika oznaczone RB211 Trent 970-84 (maksymalny ciąg startowy 334,29 kN), 970B-84 (348,31 kN), 977-84 (359,33 kN), 977B-84 (372,92 kN) i 980-84 (374,09 kN) otrzymały europejski certyfikat EASA 29 października 2004, a Trent 972-84 (341,41 kN) i 972B-84 (356,81 kN) 11 sierpnia 2005. Silniki Trent 900 napędzały prototyp A380 MSN1/F-WWOW oblatany 27 kwietnia 2005. Amerykański certyfikat Federal Aviation Administration (FAA) Trent 900 otrzymał 4 grudnia 2006 roku. Dnia 12 grudnia 2006 samolot A380 z Trent 900 otrzymał wspólny certyfikat typu od EASA i FAA. Pierwszy dostarczony do Singapore Airlines samolot rozpoczął służbę w sierpniu 2007. Alternatywnym silnikiem stosowanym na A380-861 jest Engine Alliance GP7200, silnik RR zamówiło 11 linii lotniczych (109 samolotów). Pod koniec 2011 RR wprowadził do produkcji zmodernizowany silnik, montowany na nowych samolotach od 2012 roku. Od 2012 roku silniki Trent 900 są montowane w zakładach Rolls-Royce Seletar Campus w Singapurze. Do końca 2012 Airbus dostarczył 52 A380 napędzane silnikami Trent 900.
4 listopada 2010 silnik Trent 972 nr 2 napędzający Airbus A380-842 (VH-OQA, dostarczony w 2008) miał awarię nad Batam (Indonezja), która spowodowała rozerwanie turbiny, która oderwała cześć obudowy silnika i uszkodziła skrzydło.

## Wersje
- Trent 970 (310 kN ciągu), na A380-841 linii Singapore Airlines, Lufthansa, China Southern Airlines, Malaysia Airlines, Thai Airways International.
- Trent 972 (320 kN), A380-842 używane przez Qantas.
- Trent 977 (340 kN), przewidziany dla nieopracowanej wersji towarowej A380-843F.
- Trent 980 (360 kN), brak nabywców i certyfikatu typu.